# Châm biếm
Châm biếm, tự trào hay trào phúng, là thủ pháp dùng lời lẽ, tranh vẽ hay những màn trình diễn nghệ thuật sắc sảo, thâm thuý để vạch trần góc tối sự thật của những đối tượng (cá nhân) và hiện tượng trong xã hội.  

## Các phương pháp
Châm biếm có thể sử dụng một loạt các phương pháp:
- Làm giảm kích thước của một điều gì đó để làm cho nó trông thật lố bịch.
- Phóng đại là một phương pháp phổ biến nhất hay thái quá đến mức nó trở nên nực cười. Những bức tranh biếm họa có liên quan đến phương pháp này.
- Vị trí kề nhau so sánh những điều quan trọng không đồng đều, trong đó đặt tất cả cùng ít quan trọng hơn.
- Các thơ văn và phong cách của một con người, địa điểm hoặc điều để chế giễu.
- Châm biếm nặng là mỉa mai hay châm chọc, so sánh (so bì thua kém), và lời nói bóng gió.

## Các thể loại
Châm biếm là một thể loại đa dạng, phức tạp để phân loại và xác định.

### Một số thể loại văn học

#### Văn học Latin
Châm biếm là điển hình của văn học Latin, ngay cả khi các nhà văn không có độc quyền: nó đã trải qua sự tăng trưởng mạnh mẽ ở Rome, bao gồm cả thể chế (các câu thơ trào phúng nói bởi những lính lê dương đến tổng thể của họ: Suetonius, Cuộc sống của Caesar , 49.51.52 ví dụ).

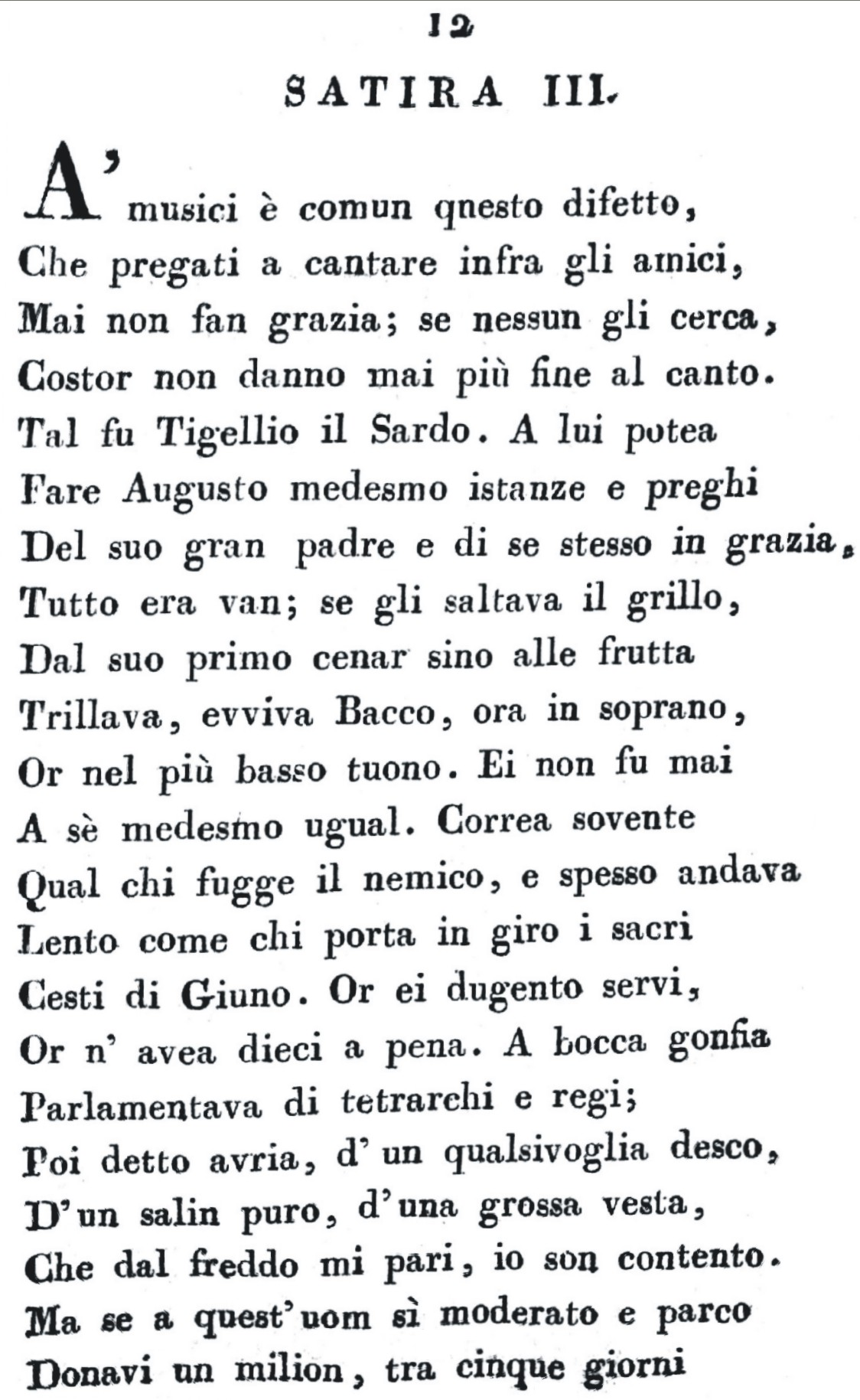
Châm biếm Epistole e di Orazio Flacco Q., in năm 1814

châm biếm thuyết giáo Horace châm biếm Lucilius Ba Tư Juvenal. Nếu chúng ta mở rộng ý nghĩa với cảm hứng trào phúng, một người có thể mang lại một số "  Carmina  "củaCatullus, một số dí dỏm của Võ. Giới tính là rất dễ uốn, cho phép quá trình tiến hóa của nó đối với thiết kế của chúng tôi, gần gũi hơn.
Các tác giả châm biếm-cổ chủ yếu:
- Lucilius , rằng chúng tôi có nhiều mảnh vỡ và nhiều nhà thơ tham khảo.
- Varro , tác giả của các menippea châm biếm , loại đặc biệt của châm biếm nhận vào hỗn hợp của câu thơ và văn xuôi, và rõ ràng vào triển vọng của một di sản của Hy Lạp, khi họ tham khảoMenippus của Gadara, hoài nghi Hy Lạp II th thế kỷ trước AD.
- Horace người, thông qua ông Sermones ( Conversations ), cam kết thực hiện một thể loại châm biếm nhã nhặn.
- Persia , nhà thơ mơ hồ hơn ảnh hưởng bởi Stoics.
- Seneca triết lý đạo đức Đó có lẽ cũng là tác giả của một menippea châm biếm: "  Thiêng liêng Apocolocyntosis Claude  . "
- Juvenal rằng sẽ kết thúc bạo lực coi mật trào phúng, niềm tin cá nhân trong thời kỳ hoàng kim của nó tấn công xã hội trong tất cả các tệ nạn của mình: chế độ độc tài, perversities nữ tính, mê tín dị đoan, đặc quyền...

#### Văn học Việt Nam

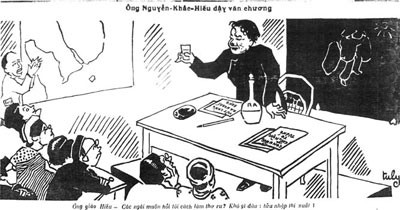
Tranh châm biếm của Hoàng Đạo vẽ Tản Đà

Một số các tác phẩm văn chương được các nhà văn nhà thơ như: Ngô Tất Tố, Vũ Trọng Phụng, Tú Mỡ, Dương Quân... vv..., sử dụng giọng văn hài hước, châm biếm nhẹ nhàng.

### Phương tiện truyền thông
Trong ý nghĩa phổ biến hiện đại, chúng ta có xu hướng để xác định với một sự châm biếm trong những hình thức có thể có của hài hước, và trong một số trường hợp, các bộ phim hài.
Mặc dù châm biếm thường có nghĩa là phải hài hước, mục đích lớn hơn của nó thường là mang tính xây dựng phản biện xã hội, sử dụng trí thông minh như một vũ khí, và là một công cụ để gây sự chú ý cho cả hai vấn đề cụ thể và rộng hơn trong xã hội.
Kể từ châm biếm thuộc về lĩnh vực nghệ thuật và thể hiện nghệ thuật, nó mang lại lợi ích từ các giới hạn hợp pháp rộng hơn so với chỉ tự do thông tin của loại hình báo chí. Trong một số quốc gia "quyền được châm biếm" cụ thể được công nhận và giới hạn của nó đi xa hơn "quyền để báo cáo "của báo chí và ngay cả những "quyền chỉ trích". Châm biếm mang lại lợi ích không chỉ của bảo vệ để tự do ngôn luận nhưng cũng cho rằng để nền văn hóa, và rằng để sản xuất khoa học và nghệ thuật.

#### Châm biếm trong nước Anh thời Victoria
Một số bài báo châm biếm cạnh tranh cho sự chú ý của công chúng trong thời đại Victoria (1837-1901) và thời Edwardian, chẳng hạn như: Punch (1841) và Fun (1861).
Ở Anh, một trào phúng hiện đại phổ biến là Sir Terry Pratchett, tác giả của quốc tế bán chạy nhất Discworld loạt cuốn sách. Một trong những nổi tiếng nhất và gây tranh cãi thơ trào phúng Anh là Sir Chris Morris, đồng biên kịch và đạo diễn của Four Lions.

#### Tuổi Trẻ Cườivà biếm họa
Báo Tuổi Trẻ Cười là tờ báo trào phúng đầu tiên sử dụng rất thành công với đặc trưng thể loại của một tờ báo châm biếm Việt Nam, chân dung biếm dành cho các tác giả, các nhân vật...